# Тожево
Тожево (пол. Torzewo) — село в Польщі, у гміні Топулька Радзейовського повіту Куявсько-Поморського воєводства.
Населення — 210 осіб (2011).
У 1975-1998 роках село належало до Влоцлавського воєводства.

## Демографія
Демографічна структура станом на 31 березня 2011 року:
|          | Загалом | Допрацездатний вік | Працездатний вік | Постпрацездатний вік |
| -------- | ------- | ------------------ | ---------------- | -------------------- |
| Чоловіки | 111     | 27                 | 65               | 19                   |
| Жінки    | 99      | 16                 | 51               | 32                   |
| Разом    | 210     | 43                 | 116              | 51                   |